# Padam Padam
"Padam Padam" é uma canção da cantora australiana Kylie Minogue, lançada em 18 de maio de 2023 pela BMG Rights Management e pela empresa de Minogue, Darenote, como o primeiro single de seu décimo sexto álbum de estúdio Tension (2023). Foi escrita pela cantora e compositora norueguesa Ina Wroldsen junto com seu produtor Lostboy. Musicalmente, "Padam Padam" é uma canção dance-pop e synthpop que incorpora elementos de música eletrônica e som do Leste Europeu. Liricamente, aborda o tema do encontro sexual, sendo o título uma onomatopeia para uma batida de coração.
"Padam Padam" recebeu elogios da crítica musical, com muitos elogiando seu gancho e seu refrão e o consideraram como a faixa mais forte de Tension. Venceu o Grammy Award de 2024 para a Melhor Gravação Pop Dance, sendo que essa categoria é uma das novidades da edição de 2024 da premiação. Esta foi a segunda vez que Minogue foi agraciada com um Grammy Award, tendo a primeira vez acontecido quando "Come Into My World" (2002) foi galardoada com o prêmio de Melhor Gravação Dance, em 2004. Venceu também como Gravação do Ano no Las Culturistas Culture Awards e Melhor Lançamento Pop no ARIA Music Awards de 2023. Várias publicações musicais, como Billboard, The Guardian, The New York Times, Rolling Stone e Variety, colocaram "Padam Padam" em suas listas de Melhores Músicas de 2023.
Obteve um desempenho comercial positivo, atingindo a liderança em Israel, os cinco primeiros na Croácia e os 10 primeiros na Irlanda e no Reino Unido, dando a Minogue um single entre os 10 primeiros em cinco décadas consecutivas, dos anos 1980 a 2020, nos dois últimos países. Em outros lugares, a música alcançou o top 20 na Austrália e na Holanda, alcançando também posições na Bélgica, Canadá, Hungria, Rússia e Polônia, bem como em paradas de componentes na Argentina, Chile, Colômbia, El Salvador, Alemanha, Guatemala, Nova Zelândia e Estados Unidos. Foi certificado ouro pela Australian Recording Industry Association (ARIA), British Phonographic Industry (BPI) e Pro-Música Brasil (PMB).
O videoclipe que acompanha foi filmado em Los Angeles, Califórnia, e foi dirigido pela cineasta britânica Sophie Muller e lançado no mesmo dia da música. Foi inspirado visualmente nas obras de The Man Who Fell to Earth (1976) e elementos da cultura americana. Minogue fez várias apresentações ao vivo para promover "Padam Padam" no Reino Unido e na América do Norte. Desde o seu lançamento, "Padam Padam" tornou-se um fenômeno viral e foi reconhecido por publicações notáveis por seu significado cultural na cultura pop. Foi apelidado de hino pela comunidade LGBT e tocado em paradas do orgulho gay. Além disso, o sucesso da faixa foi creditado como pioneiro em preencher a lacuna geracional entre o público mais jovem e os artistas maduros por meio das redes sociais e do airplay.

## Antecedentes e desenvolvimento
Em fevereiro de 2022, a cantora norueguesa Ina Wroldsen e o produtor inglês Lostboy se encontraram em Londres para trabalharem juntos em novas músicas. Durante a sessão, eles escreveram “Padam Padam” ao longo de dois dias. Sobre o título da música, Wroldsen observou: “Sou casada com um inglês, e minha sogra do norte de Londres sempre dizia: 'Oh, meu coração está ped-ou, ped-ou. Fui para o estúdio, e estava na minha cabeça, mas 'ped-ou' não soa muito bem. Então fizemos 'padam'.” Segundo ela, ao terminar a demo, a dupla soube que havia criado um “pop gold”. Apesar disso, eles não tinham certeza de qual artista gravaria a música e consideraram apresentá-la a Rita Ora ou a um artista do Eurovision.
Em uma entrevista à BBC Radio 2 de 2021, Kylie confirmou que começou a trabalhar em um novo álbum, um sucessor de seu sucesso comercial e de crítica de 2020, Disco. Durante entrevista à Vogue, foi confirmado que as sessões de gravação do próximo álbum estavam programadas para começar em julho de 2022. Ao coletar e trabalhar nas músicas do novo disco, o gerente de A&R de Minogue enviou a ela a demo “Padam Padam”. Segundo a cantora, ela se apaixonou pela música no momento em que a ouviu e ficou ansiosa para gravá-la o mais rápido possível, afirmando: “Adorei a música, e o bônus é que parecia perfeita para mim”.

## Composição

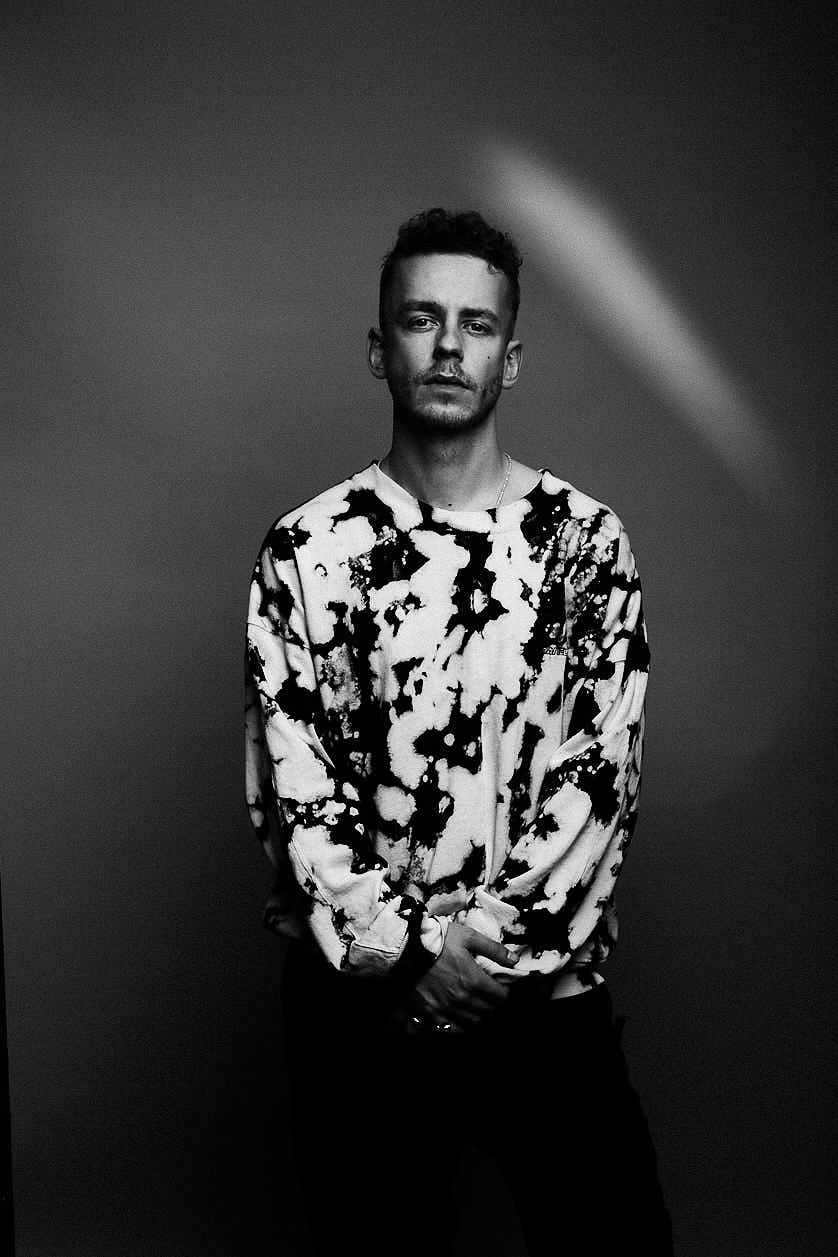
Lostboy (imagem) co-escreveu e produziu "Padam Padam".

"Padam Padam" é uma faixa dance-pop e synthpop inspirada no "eletro hipnótico" que dura dois minutos e 46 segundos. A música é escrita em compasso 4/4 e é construída em uma escala dominante frígia de dó (uma escala mixolídia com 9ª rebaixada (2ª) e 13ª rebaixada (6ª)) com um andamento de 128 bpm. O título da música é uma onomatopeia para uma batida de coração. De acordo com Sam Franzini do The Line of Best Fit, a música contém referências líricas a um encontro sexual. Franzini usou a frase "Eu sei que você quer me levar para casa e tirar todas as minhas roupas" como exemplo, mas também sugeriu que o tema sexual do álbum fosse usado o tempo todo.
Neil Z. Yeung do AllMusic afirmou que a música "aparece em uma produção tonta enquanto um groove hipnótico pulsa sob a superfície". O escritor da Pitchfork, Harry Tafoya, descreveu a vibração da faixa como "boba", com Minogue "vampirando no piano house para entregar algumas letras verdadeiramente ridículas". De acordo com George Griffiths da Official Charts Company, "Padam Padam" é um "eletropop elástico inspirado na Europa Oriental com uma mordida". Da mesma forma, Quentin Harrison do Albumism identificou sons da Europa Oriental.
Vera Maksymiuk do Riff escreve em sua crítica da faixa como parte de seu álbum que ela "dá o tom; imitando os batimentos cardíacos". Guy Oddy, do The Arts Desk, observou que foi ligeiramente influenciada pela música dos anos 1990, especialmente house e electro, e disse que a música apresenta um "groove sensual, letras frutadas e vocais ligeiramente autoajustados".

## Lançamento
A BMG Rights Management e a empresa de Minogue, Darenote, lançaram "Padam Padam" em 18 de maio de 2023, como o primeiro single do décimo sexto álbum de estúdio de Minogue, Tension (2023). Antes de seu lançamento, a música e o álbum foram anunciados em 12 de maio de 2023, mas nenhuma data foi informada. Três dias depois, Minogue anunciou a data de lançamento da música e postou uma prévia de 20 segundos nas redes sociais. A canção estreou em 18 de maio na rádio britânica BBC Radio 2, durante o programa The Zoe Ball Breakfast Show. O Studio Moross criou duas capas para a música, que foram tiradas durante a gravação do vídeo. A primeira imagem apresenta botas Mugler vermelhas até a coxa contra um fundo vermelho-laranja do deserto, enquanto a segunda mostra Minogue em um macacão Mugler em um assento vermelho em frente ao mesmo cenário.
"Padam Padam" foi distribuído em diversos formatos digitais e físicos. A música foi lançada digitalmente pela primeira vez, e quatro remixes foram lançados posteriormente: um por HAAi, um por Absolute, um por Jax Jones e duas mixagens estendidas diferentes. Na loja virtual de Minogue também estavam disponíveis três formatos físicos: um CD single com a música e a mixagem estendida, uma fita cassete com a música e a mixagem estendida e uma segunda fita cassete com a música e todos os remixes lançados anteriormente. Um vinil foi posteriormente distribuído em conjunto com o lançamento do terceiro single do álbum, "Hold on to Now".

## Recepção

### Crítica profissional
Após o seu lançamento, "Padam Padam" foi aclamada pela crítica. Escrevendo para o Stereogum, Tom Breihan descreveu "Padam Padam" como "uma jam dance-pop elegante, forte e cativante como o inferno", acrescentando que "Kylie sabe exatamente como fazer uma música como essa". Descrevendo-a como "infecciosa", a Retropop Magazine também chamou a música de "uma extravagância eletrônica enérgica que promete estar 'na sua mente o fim de semana todo'", citando uma letra da música. Hollie Geraghty, da NME, chamou seu "refrão de verme de ouvido". Da mesma forma, escrevendo para o Stereoboard, Jon Stickler disse que "o hit pop cativante" tem um "refrão contagiante".
Mary Varvaris do The Music destacou o "som de dança fresco e vibrante" da música. Ela escreveu que a música "soa completamente em 2023 enquanto ainda permanece inconfundivelmente Kylie". O escritor do The Guardian, Owen Myers, descreveu a canção como "bolha brilhante de alegria dance-pop", que "é aliviada pela narrativa pessoal de sua intérprete, liberando Minogue para interpretar a dançarina ensolarada mais uma vez".

### Reconhecimento
O termo "Padam-ic" foi cunhado por Laura Snapes do The Guardian para resumir o impacto cultural de "Padam Padam", descrevendo-o como o "momento cultural em que a frivolidade e a leveza parecem estar voltando depois da pandemia e depois de uma era em que a cultura foi levada muito a sério".
"Padam Padam" foi descrita como o maior sucesso de Minogue desde que o streaming de música entrou predominantemente na discografia, sendo comparada à capacidade de Diana Ross, Aretha Franklin e Dusty Springfield de retornarem às gravações após períodos comercialmente menos lucrativos. Outros críticos observaram que é raro um artista de meia-idade ter alcançado um impacto mediático nas últimas décadas.
Em uma entrevista para a Variety, James Masterton, analista gráfico e historiador, diz que o sucesso da canção é significativo porque Minogue "preencheu uma lacuna de gerações com um disco de sucesso que está alcançando tanto seus fiéis (e idosos) acólitos, mas também uma nova geração de fãs de música", estes últimos atraídos graças à plataforma TikTok que "contribuiu para a explosão do single de Kylie; [...] contornando todos os meios de comunicação tradicionais".
"Padam Padam" também se tornou um hino para a comunidade LGBT em várias paradas do Orgulho, incluindo a Marcha do Orgulho de Nova York,[28] Orgulho em Londres, e o Mardi Gras Gay e Lésbico de Sydney. A canção também foi reconhecida como Gravação do Ano no Prêmio Cultura Las Culturistas. A canção também foi adicionada por William, Príncipe de Gales e Catherine, Princesa de Gales, para anunciar sua participação na parada do Orgulho de Londres. Kamala Harris, vice-presidente dos Estados Unidos, compartilhou um vídeo no Instagram dela mesma dançando a música durante um evento de orgulho no Stonewall Inn.

## Promoção

### Vídeo de música
Lançado em 18 de maio de 2023, o videoclipe foi dirigido por Sophie Muller e filmado em abril daquele ano no Pink Motel, um antigo motel em funcionamento agora usado para filmagens de filmes e TV, em San Fernando Valley, em Los Angeles.
Inspirado nas obras de David Lynch e Nicolas Roeg, The Man Who Fell to Earth (1976), o videoclipe retrata Minogue como "uma femme fatale vampírica em uma terra dos sonhos Americana colorida", de acordo com Phoebe Luckhurst no The Australian. Minogue aparece em uma lanchonete à beira da estrada e em um ferro-velho vestindo várias roupas vermelhas marcantes, incluindo um macacão Mugler vermelho personalizado com capa, flanqueado por dançarinos também vestidos de vermelho.
Descrevendo a estética, Muller disse que o videoclipe retratava "uma sensação de outro mundo, uma estranheza" que refletia a faixa, acrescentando: "Há algo incomum [na música], uma escuridão e um desconforto." Em vez de gravar o vídeo em um estúdio, Minogue disse que queria filmar em locações nos Estados Unidos.

### Apresentações ao vivo
Minogue cantou a música ao vivo pela primeira vez em 21 de maio de 2023 durante a grande final da 21ª temporada do American Idol em um medley com "Can't Get You Out of My Head"; para este último, ela foi acompanhada por Nutsa, uma das competidoras. Durante a apresentação, Minogue usou um vestido preto de fenda alta e botas de couro acima do joelho.
Em junho de 2023, Minogue fez uma apresentação não anunciada anteriormente como convidada surpresa no Capital's Summertime Ball no Estádio de Wembley em Londres, que marcou a estreia de "Padam Padam" no Reino Unido. Durante a aparição, ela também cantou "Can't Get You Out of My Head".
Minogue voltou aos Estados Unidos em junho de 2023, como atração principal do iHeartMedia 103.5 KTU 's KTUphoria 2023 no Jones Beach Theatre em Nova Iorque. Durante a apresentação, ela cantou "Padam Padam" como parte de um set list com outras nove canções. Ela também cantou partes da música durante uma entrevista para o programa de rádio de Andy Cohen no SiriusXM Studios, como parte da promoção americana do single, cantando com sua própria voz e imitando a de Siri, a assistente virtual da Apple Inc.. Também houve uma apresentação ao vivo no clube LGBTQ+ de Nova Iorque, Horse Meat Disco, onde, no início da música, houve problemas de som, então Minogue pediu ao público que cantasse junto com ela pela segunda vez.

## Faixas e formatos
| - Download digital / streaming 1. "Padam Padam" — 2:46 - Padam Padam — Extended mix 1. "Padam Padam" — 2:46 2. "Padam Padam" (extended mix) — 4:04 - Padam Padam — CD / cassete single 1. "Padam Padam" — 2:46 2. "Padam Padam" (extended mix) — 4:04 - Padam Padam — Jax Jones remix 1. "Padam Padam" (Jax Jones remix) — 3:24 2. "Padam Padam" — 2:46 | - Padam Padam — Absolute. Padam All Weekend remix edit 1. "Padam Padam" (Absolute. Padam All Weekend remix edit) — 3:05 - Padam Padam — HAAi remix 1. "Padam Padam" (HAAi remix) — 6:32 2. "Padam Padam" — 2:46 - Padam Padam — Cassete — The Mixtape 1. "Padam Padam" — 2:46 2. "Padam Padam" (Jax Jones remix) — 3:24 3. "Padam Padam" (Absolute. Padam All Weekend remix) — 5:10 4. "Padam Padam" (HAAi remix) — 6:32 |

## Equipe e colaboradores
Créditos adaptados do encarte de Tension.
Localizações
- Gravado em Neverland e Infinite Disco Studio em Londres.

Pessoal
- Kylie Minogue — vocais principais, engenharia
- Peter Rycroft — escrita, produção
- Ina Wroldsen — escrita
- Guy Massey — mixagem
- Dick Beetham – masterização

## Desempenho nas tabelas musicais
"Padam Padam" estreou no número 39 no ARIA Singles Chart, tornando-se o primeiro hit de Minogue no top 40 na Austrália desde "Timebomb" em 2012. Mais tarde, atingiu o número 19. Na Irlanda o single se tornou o single de maior sucesso de Minogue desde "Higher" com Taio Cruz em 2011, chegando ao sétimo lugar no Irish Singles Chart. Na Nova Zelândia, a música alcançou a posição 11 na parada Hot Singles em maio de 2023. Ela reentrou no número 28 dois meses depois, o primeiro single de Minogue a durar mais de uma semana naquele país desde "Higher" em 2013.
No Reino Unido, a canção entrou em oitavo lugar na parada de downloads de singles e na parada de vendas de singles um dia após seu lançamento, e mais tarde chegando ao primeiro lugar. Na parada de singles (que inclui números de vendas e streaming), a canção estreou no número vinte e seis, tornando-se o quinquagésimo segundo single de Minogue no top quarenta do país, e seu single de maior sucesso desde "Into the Blue" (2014). A música continuou a subir de forma constante antes de chegar ao número oito em sua quinta semana na parada, tornando a música o primeiro single de Minogue no Top 10 do Reino Unido desde "Higher" em fevereiro de 2011 e seu 35º no geral. Até o momento, "Padam Padam" passou quatro semanas não consecutivas no Top 10.
Nos Estados Unidos, "Padam Padam" se tornou o primeiro single top 10 de Minogue na parada de Dance/Electronic Songs da Billboard desde que essa parada foi fundada em 2013. No início de agosto de 2023, "Padam Padam" alcançou o número um na parada Dance Radio Airplay, seu segundo single número um depois de "Red Blooded Woman" em 2004. No Canadá, "Padam Padam" estreou na posição 98 no Canadian Hot 100, tornando-se o primeiro single de Minogue nas paradas do Canadá desde "Timebomb" em 2012.
| Tabela musical (2023)                       | Melhor posição |
| ------------------------------------------- | -------------- |
| África do Sul (RISA)                        | 7              |
| Alemanha (Official German Charts)           | 14             |
| Argentina (Monitor Latino)                  | 6              |
| Austrália (ARIA)                            | 19             |
| Austrália (Club Tracks – ARIA)              | 12             |
| Bélgica (Ultratop 50 de Flandres)           | 26             |
| Bélgica (PROPHON)                           | 35             |
| Canadá (Canadian Hot 100)                   | 98             |
| Canadá (Hot AC – Billboard)                 | 41             |
| Canadá (CHR/Top 40 – Billboard)             | 32             |
| CEI (Tophit)                                | 34             |
| Chile (Monitor Latino)                      | 3              |
| Croácia (HRT)                               | 3              |
| Colômbia (Monitor Latino)                   | 7              |
| El Salvador (Monitor Latino)                | 10             |
| Eslováquia (IFPI Slovenská Republika)       | 60             |
| Espanha (Promusicae)                        | 39             |
| Estados Unidos (Adult Top 40)               | 34             |
| Estados Unidos (Dance/Mix Show Airplay)     | 39             |
| Estados Unidos (Digital Songs Sales)        | 18             |
| Estados Unidos (Hot Dance/Electronic Songs) | 7              |
| Global 200 (Billboard)                      | 190            |
| Guatemala (Monitor Latino)                  | 8              |
| Hungria (Rádiós Top 40)                     | 4              |
| Hungria (Single Top 40)                     | 32             |
| Irlanda (IRMA)                              | 7              |
| Israel (Media Forest)                       | 1              |
| Letônia (EHR)                               | 21             |
| Letônia (LAIPA)                             | 10             |
| Macedônia do Norte (Radiomonitor)           | 12             |
| México (Monitor Latino)                     | 12             |
| Nova Zelândia (RMNZ)                        | 11             |
| Países Baixos (Dutch Top 40 Tipparade)      | 24             |
| Países Baixos (MegaCharts)                  | 30             |
| Peru (Monitor Latino)                       | 15             |
| Polônia (Związek Producentów Audio Video)   | 11             |
| Reino Unido (Singles)                       | 8              |
| Reino Unido (Dance)                         | 5              |
| Reino Unido (Indie)                         | 1              |
| República Dominicana (Monitor Latino)       | 17             |
| Rússia (Tophit)                             | 42             |
| Suécia (DigiListan)                         | 7              |
| Venezuela (Monitor Latino)                  | 14             |
| Venezuela (Record Report)                   | 46             |

| Tabela musical (2023) | Melhor posição |
| --------------------- | -------------- |
| CEI (Tophit)          | 33             |
| Rússia (Tophit)       | 42             |

| País — Associação                                              | Certificação | Unidades/vendas certificadas |
| -------------------------------------------------------------- | ------------ | ---------------------------- |
| Austrália (ARIA)                                               | Ouro         | 35,000‡                      |
| Brasil (PMB)                                                   | Ouro         | 20,000‡                      |
| Reino Unido (BPI)                                              | Ouro         | 400,000‡                     |
| ‡ Números de vendas+streaming baseados apenas na certificação. |              |                              |